# Moviment de terres (arqueologia)
|  | Per a altres significats sobre el relatiu als moviments del planeta Terra, vegeu «Moviments de la Terra». |

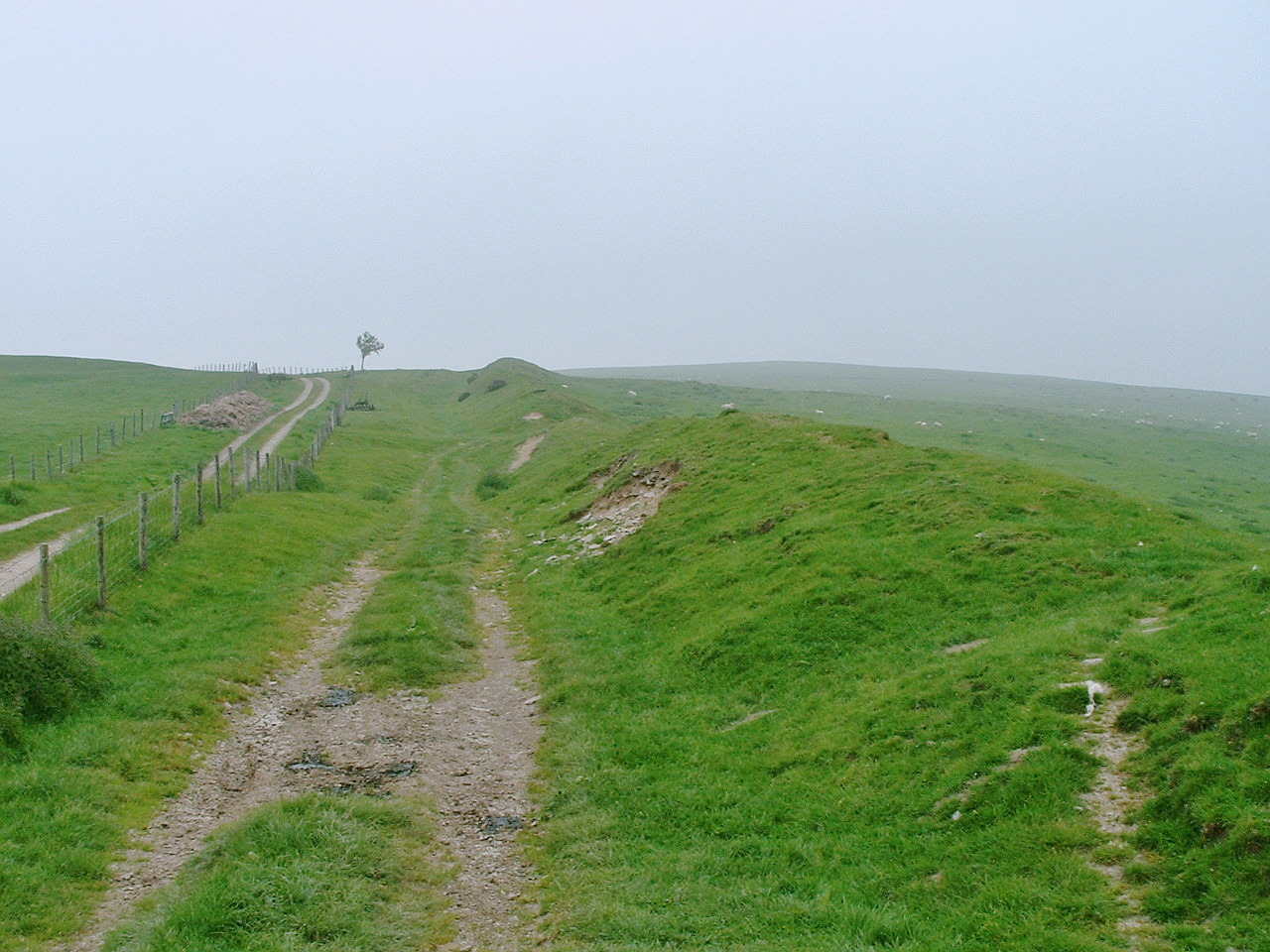
Mur d'Offa, un exemple de solc llarg amb funcionalitat defensiva.

En arqueologia, una obra de terra, moviments de terres o treball de terra són expressions que es fan servir per descriure els canvis en el nivell del terra causats per l'acció humana, per exemple un terraplè o un monticle.
Els moviments de terres poden ser al mateix temps jaciments arqueològics o si més no, ajuden a contextualitzar-los. Segons la seva funcionalitat i la seva forma poden ser de diferents tipus: fortificacions, cercles per a ús astronòmic o cerimonial, monticles aïllats i túmuls per a tombes, monticles de base per a construccions, monticles efígies potser com a treball artístic, solcs. L'estudi acurat de moviments de terres són útils, ja que aporten informació prèvia a una excavació o fins i tot eviten haver-la de fer. Per a fer-ho a més de l'observació a simple vista, convé emprar tècniques com la radiodatació o el SIG, que permet obtenir imatges en tres dimensions.

## Tipus

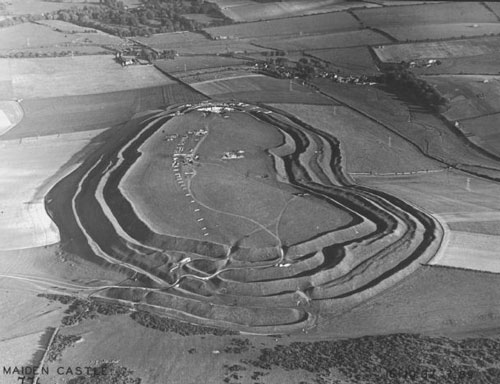
1.Maiden Castle fet a l'edat del ferro en un turó de Dover (Anglaterra).

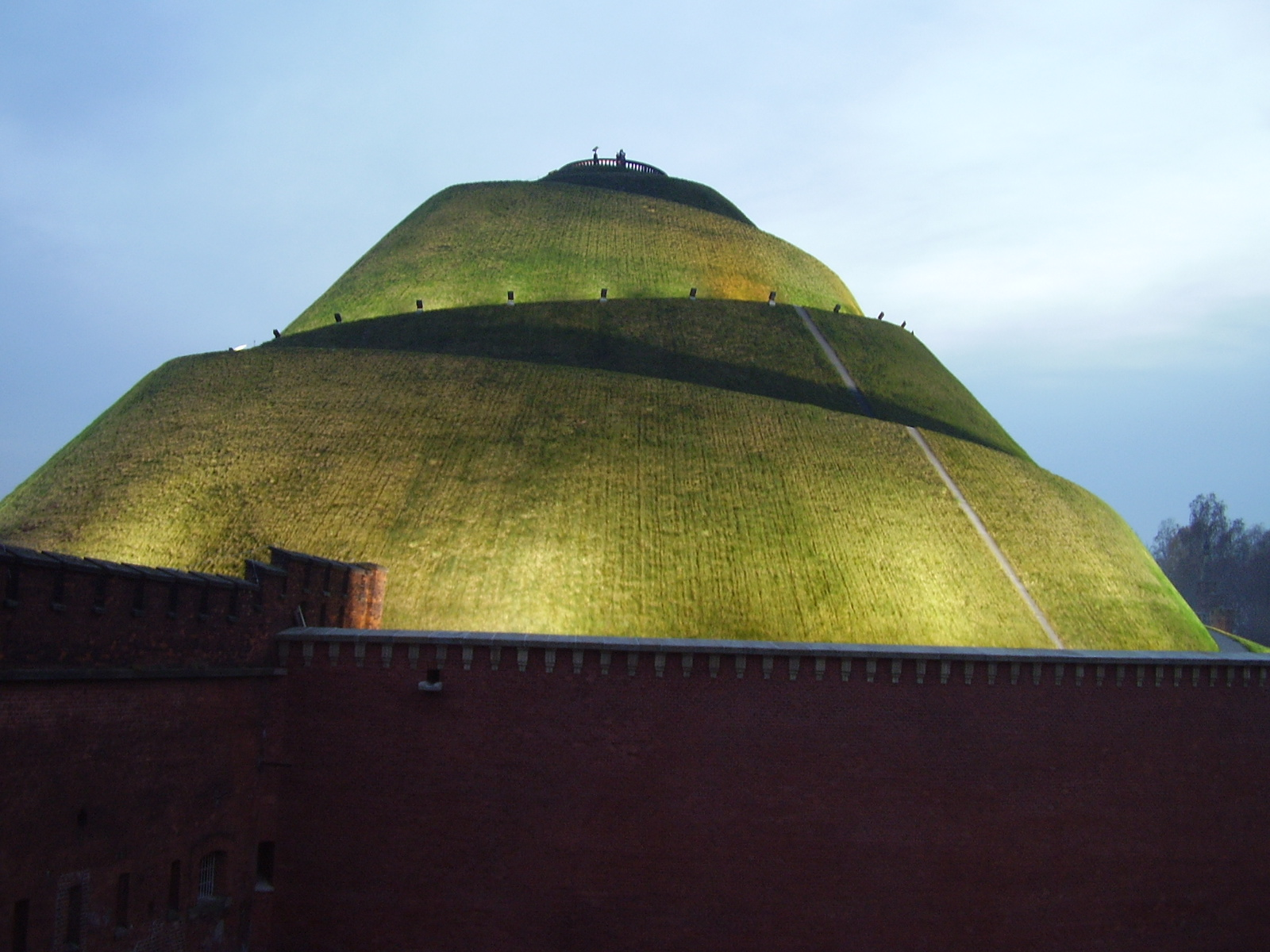
2. Monticle Kościuszko, Cracòvia.

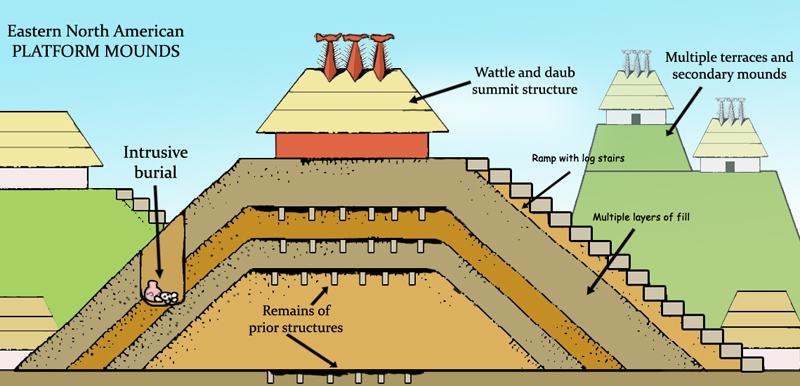
3. Monticle que servia de base per un edifici cerimonial dels indis de Nord-amèrica.

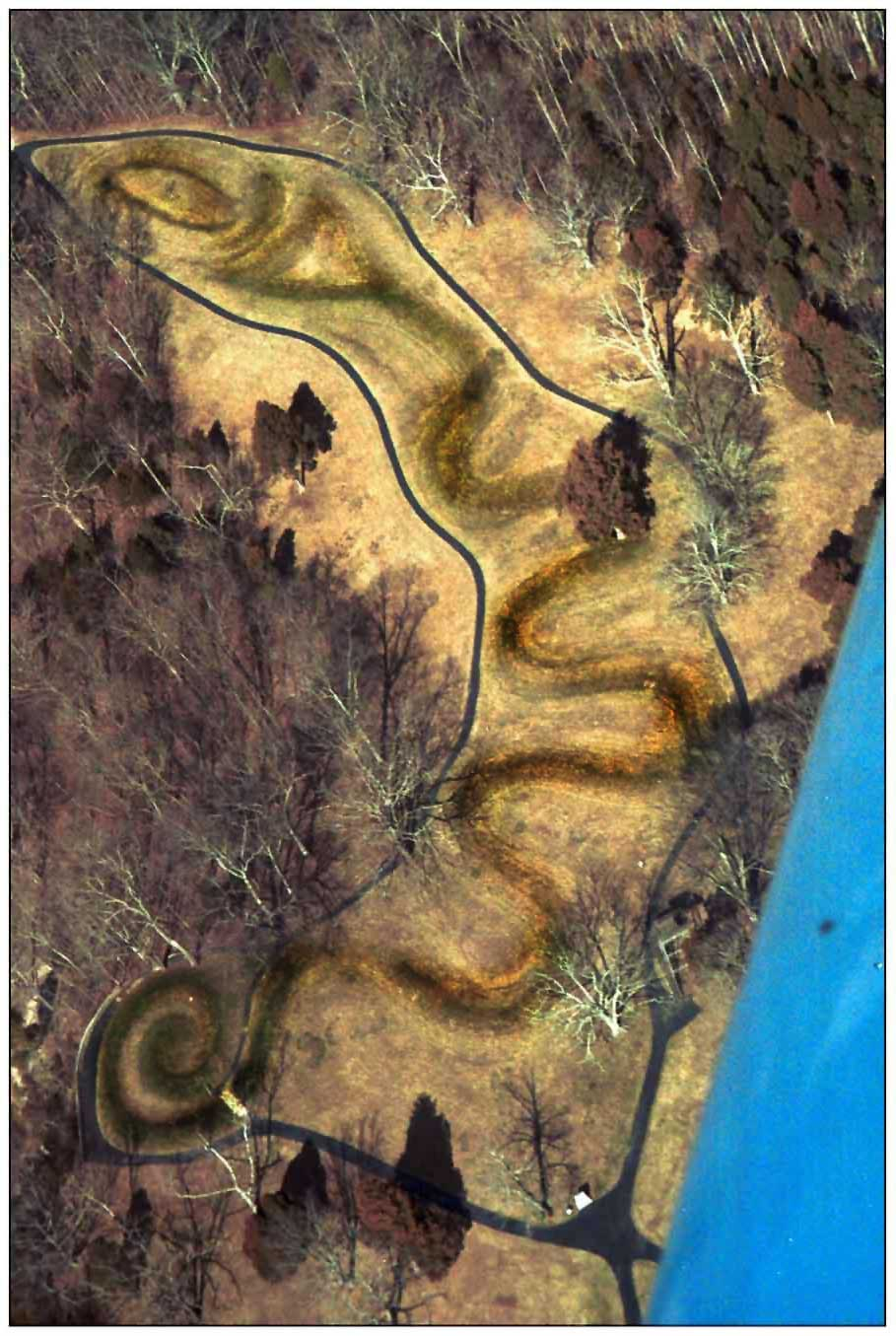
4. La gran serp, feta per la cultura Adema, a prop del riu Ohio.

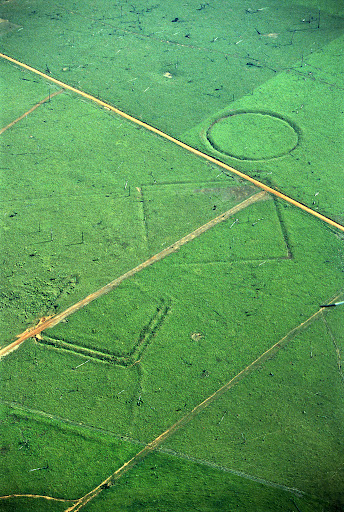
5.Geoglifs de l'Amazones.

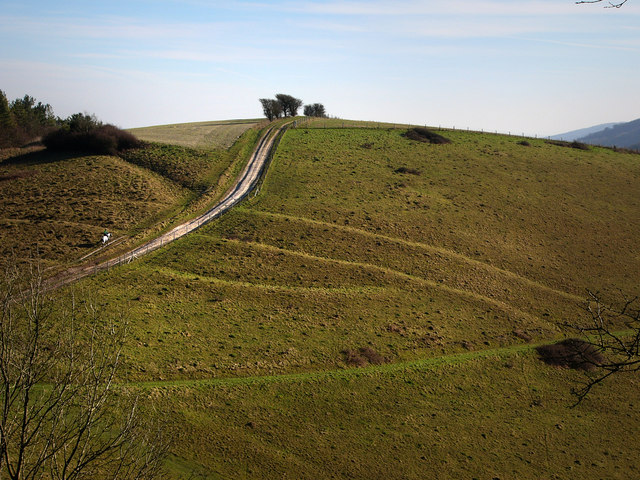
6.Solc lineal al Pen Hill, un turó dels South Downs.

Els moviments de terres d'interès per arqueòlegs poden ser:
Fortificacions a dalt de turonsAquesta mena d'acròpolis, requereixen força moviment de terra i altres materials naturals com: sorra, palla, aigua. N'hi ha de molt antics, fets en l'edat de pedra, però els més freqüents daten de les cultures de l'edat del bronze com a mesura de protecció per a una comunitat. Dins d'aquesta categoria estan els oppidum, generalment més complexes.(Imatge 1)
MonticleÉs un considerable desplaçament de terra i altres materials apilats en forma aparent de pujol natural, però que ha estat fet per mans humanes, generalment per a usar-lo com a marca per indicar que és el lloc d'un o diversos enterraments.(Imatge 2)
Monticle baseSón monticles que serveixen de base per a construir al damunt un edifici, generalment un temple. Acostumen a tenir forma piramidal.(Imatge 3)
Monticle efígieÉs un desplaçament de terra en una gran superfície, que té com a objectiu formar la forma o la silueta d'un animal, suposadament per motius espirituals o simbòlics. De vegades estan fets a tan gran escala que només es poden veure clarament des d'un helicòpter.
GeoglifÉs un dibuix excavat en la roca, en grans dimensions (uns 4m). Acostumen a estar fets on hi ha roca de tipus clàstica. L'exemple més famós són les línies de Nazca, al Perú.
Cercles de pedres (henge)Consisteixen en la col·locació de megàlits sobre una àrea plana i circular, envoltats per un o diversos solcs seguits d'un bancal fet amb l'acumulació de la terra extreta per fer el solc. Es creu que podrien tenir alguna utilitat astronòmica o bé ser un lloc per a cerimònies rituals de tipus espiritual.
TancamentsEspais encerclats per monticles de terra o murs. Se n'han fet des de l'antiguitat i encara es fan servir amb moltes funcions: per delimitar propietats, espais on no està prohibit el pas perquè la comunitat vol que sigui protegit, espais que són camps de joc, etc.
TúmulsApilaments de terra, i de vegades pedres, que indiquen el lloc d'enterrament d'un cadàver. N'hi ha de diverses formes segons per la qual es pot identificar la cultura que els va fer: alguns tenien preferència per la forma oblonga, altres per la forma circular. La majoria són construccions que pertanyen al Neolític.
Solc llargUn fossat que forma una línia semblant a un camí. De vegades està a la carena d'un turó separant els dos vessants o marca la separació entre dos bancals. Se'n troben a Europa i sovint estan fets per cultures de finals de l'edat del bronze o de l'edat del ferro. Als mapes del Regne Unit estan assenyalats amb l'expressió cross dyke.(Imatge 6) Una varietat són els fossats amb mur, més fondos que els anteriors i amb la característica que la terra excavada està acumulada en un dels costats del solc formant un mur. Exemples d'això són el mur d'Offa o el Bokerley Dyke, ambdós a Anglaterra, probablement fets amb finalitat defensiva per obstaculitzar l'avanç d'uns possibles invasors.
Plecs de conreusA simple vista són ondulacions paral·leles del terreny, resultat de passar l'arada any rere any pel mateix lloc emprant mètodes antics d'agricultura. Aquestes alteracions del terreny poden estar iniciades en temps remots, continuades durant segles i, encara que el camp estigui actualment abandonat, els plecs perduren. (Imatge 7)
MotesSón acumulacions de terra i pedra molt compactada que van servir de fonament per construir castells on el terreny no era prou elevat. Una de les funcions dels castells era controlar l'àrea circumdant per a poder preparar una defensa eficaç en cas d'atac, per a la qual cosa calia construir-los en llocs alts, però els constructors no sempre tenien un turó on col·locar-los i afegien una mota. Els castells de mota i pati van ser el sistema emprat pels senyors normands als quals el rei Guillem el Conqueridor va assignar terres, ja que era bastant ràpids de fer. Estaven envoltats d'un fossat i un mur de fusta que més endavant van substituir per pedra, més resistent.

## Mida
Els moviments de terres poden variar molt en la mida. Pel que fa a la fondària alguns només modifiquen el terreny uns centrímetres, com el solc que travessa Silbury Hill, mentre que altres són més pronunciats, com el mur d'Offa que té 2,4 metres de desnivell entre la part inferior i la part superior del mur. També hi ha diferència en l'extensió, alguns desplaçaments de terres només són monticles que ocupen 1,5m², com els túmuls d'enterraments individuals, mentre que altres són molt més extensos, per exemple el castell de Maiden, que ocupa 19 hectàrees.

## Detecció

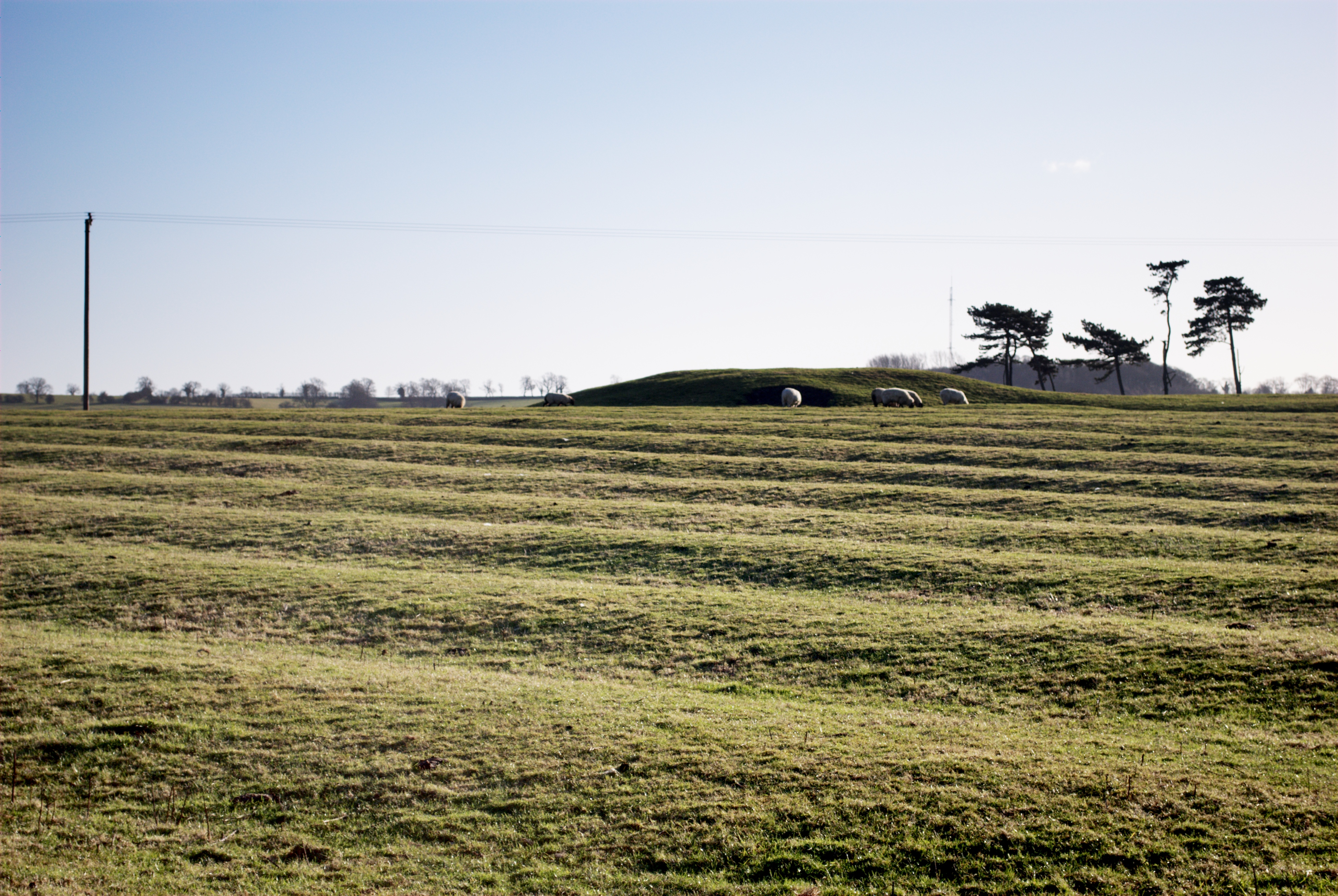
7.Cold Newton, Leicestershire.Ondulacions produïdes per la llaurada freqüent.

Els treballs de terra que són excavacions profundes són generalment visibles a simple vista. Altres queden amagats per la vegetació o dissimulats per l'erosió dels agents naturals que han estat actuant durant els anys. Alguns, per la seva extensió o bé perquè estan situats en llocs molt alts només es poden detectar amb fotografies aèries. Pel que fa als solcs de conreus són més fàcils de veure a la sortida del sol o a la posta, quan les ombres són més allargades i es pot notar qualsevol petita ondulació del terreny. També una gelada o una lleugera nevada pot ajudar a marcar les formes que a simple vista quedarien desapercebudes.
Una altra manera de detectar i dibuixar en un mapa treballs de terres és emprant la pulsació d'un llum làser (LIDAR). Aquesta tècnica és molt útil per detectar petites variacions que no es noten a ull nu i pot travessar l'espessor d'un bosc sota el qual podria haver un interessant jaciment arqueològic. A més, la informació es pot desar per formar un mapa topogràfic d'una zona amb dades enregistrades en un ordinador per a ser estudiades posteriorment i fer reproduccions tridimensionals (SIG).

## Interpretació
Un acurat estudi dels moviments de terres poden permetre fer una bona interpretació arqueològica sense la necessitat de fer una excavació. Per exemple observant els moviments de terres en un poble medieval abandonat es poden la mida, la localització exacta dels habitatges i fer-ne un plànol. Sovint aquests estudis poden indicar el motiu que explica per què van triar un lloc determinat per fer l'assentament i donen dades sobre el context en què van existir.

## Exemples
Se'n poden trobar exemples de moviments de terres per gairebé tot el planeta.
A Amèrica hi ha exemples de diversos tipus com el de monticles d'efígie, amb forma d'animal o de persones que van fer els nadius del mig-oest de Nord-amèrica, el més famós és l'anomenat gran serp situada a la vora de l'Ohio que fa 411 metres de llarg i que es creu que podria representar alineacions planetàries. També a Amèrica són comuns els túmuls de forma cònica per indicar enterraments.
A Europa hi ha molts exemples de desplaçaments de terres amb finalitat defensiva o militar, s'han detectat les restes de diversos campaments romans (castrum) i de marques frontereres (per exemple el Limes Germanicus).
Entre els exemples d'Àfrica cal destacar un que hi ha al nord-est de Somàlia, a prop de la ciutat de Bosaso a l'acabament de la vall de Baladi. Aquesta obra ocupa 2 X 3 km. Segons la tradició local marca la tomba d'una matriarca. És la més gran d'aquest tipus a la regió de la banya d'Àfrica. Bigo és un altre exemple important situat a la regió d'entre llacs del sud-oest d'Uganda. A prop del riu Katonga, consisteix en un seguit de fossats i bancals precedit d'una arcada, els quals marquen quatre espais tancats, en total és una obra que ocupa més de 10 km de llarg. La informació radiomètrica ha datat aquest moviment de terres entre el 1300 dC i el 1500 dC.
A Àsia es va descobrir el 2007 mitjançant imatges de satèl·lit oferides per Google Earth, els anomenats geoglifs de l'estepa, que estan en territori del Kazakhstan.

## Galeria
- Bielsko-Biała, Polònia. Fortificació del segle xi.
- Castell de Gisors a Eure, França.Mota castral del segle xii.
- Monticle Greu Creek a Virgínia Occidental, (EUA). Túmul funerari.
- Cahokia a Illinois, (EUA). Monticle de base fer per la cultura del Missisipi.
- Gran Monticle de la Serp a Ohio, Estats Units. Monticle efígie de la Cultura Fort Ancià.
- Stoney Littleton a Somerset, Regne Unit. Túmul en forma allargada del Neolític.
- Thornborough a Yorkshire del Nord, Regne Unit. Henge  neolític.
- Moviments de terres de Newark a Ohio, Estats Units. Recintes fets per la cultura Hopewell.